# The Flamin’ Groovies
The Flamin’ Groovies ist eine US-amerikanische Rockband, die 1965 in San Francisco gegründet wurde und nach mehrjähriger Pause seit 2013 wieder aktiv ist.
Die Band erlangte niemals große kommerzielle Bedeutung, doch Fans und Kritiker zeigten sich von den Werken der aus dem Umland von San Francisco stammenden Gruppe stets begeistert. Ein Grund für ihr hartnäckiges Scheitern war möglicherweise die Tatsache, dass die Groovies stets wider die herrschenden Musiktrends spielten. Zu Beginn ihrer Karriere bevorzugten sie eine wilde Mischung aus Rock ’n’ Roll und Rhythm & Blues, in den 1970er Jahren wandten sie sich dem Sixties-Pop nach klassischer Prägung zu und wurden als Wegbereiter des Power Pop und gar von Punkrock und New Wave gefeiert.

## Bandgeschichte

### Gründungsjahre
Die Flamin Groovies kamen 1966 in Kalifornien aus den Überresten der Surf-Bands Chosen Few und Lost and Found zusammen. Die Urbesetzung bestand aus Roy Loney (Gesang), Cyril Jordan, Tim Lynch (beide Gitarre), George Alexander (Bass) und Danny Mihm (Schlagzeug). Das Quintett legte sich ein Repertoire zu, das zu gleichen Teilen aus eigenem Material und Coverversionen bestand, und spielte sich fleißig durch die Clubszene Kaliforniens. Einer in Eigenregie produzierten Mini-LP namens Sneakers (1968) folgte schließlich nach längerer Suche ein Plattenvertrag bei Epic Records. Das erste Ergebnis dieser Partnerschaft war das Album Supersnazz (1969), mit einem Kleinstbudget produziert und vor allem von den Radiomoderatoren in und um San Francisco mit Begeisterung aufgenommen. Die Verkaufszahlen waren jedoch, nicht zuletzt aufgrund der halbherzigen Promotion der Plattenfirma, mäßig.
Im selben Jahr traten die Groovies mehrere Male im Fillmore West in San Francisco auf, teilweise zusammen mit Bands wie den Grateful Dead oder den Stooges. 1970 und 1971 folgten mit Flamingo und Teenage Head zwei weitere Alben (diesmal bei Kama Sutra Records), denen dasselbe Schicksal wie ihrem Vorgänger Supersnazz beschieden war. Kritiker zeigten sich sehr angetan von den Songs, die textlich ein unbeschwertes, freches Lebensgefühl transportierten und auch musikalisch überzeugten, aber jeglichen kommerziellen Erfolg verfehlten. Mit dem damals vorherrschenden Psychedelic Rock hatte die Band nichts gemeinsam, sondern spielte einen fröhlich-unbekümmerten Garagenrock.
Während der Aufnahmen zu Teenage Head warf die Band ihren Leadgitarristen Lynch wegen dessen Drogenproblemen hinaus und nahm James Farrell neu hinzu. 1972 verließ auch der charismatische Groovies-Frontmann Loney die Band und begann eine (erfolglose) Solokarriere. Sein Ersatz wurde Chris Wilson, der von der Band Loose Gravel kam. Der prägnante Anti-Drogen-Song Slow Death erschien kurz nach Loneys Abschied und beendete das erste Kapitel der Bandgeschichte.

### Die Power-Pop-Jahre
Mit Wilson an seiner Seite entdeckte Cyril Jordan, der zuvor mit Loney das Material der Band verfasste, seine Ader für glasklare, gitarrengetriebene und melodische Popmusik. Es dauerte jedoch noch bis 1976, ehe die Band wieder ans Licht der Öffentlichkeit trat. Mit Dave Wright als neuem Schlagzeuger nahmen die Groovies in London die von Dave Edmunds produzierte LP Shake Some Action auf, die ihr bekanntestes Werk werden sollte. Sie enthielt Songs wie You Tore Me Down, I Can't Hide oder den Titelsong, die sich im Aufbau stark am klassischen Popsong der Sechziger orientierten und hochmelodische Gitarrenarbeit mit zweistimmigem Gesang verbanden. Eine anschließende Europa-Tournee mit über 250 Konzerten geriet zum Triumphzug für die Flamin Groovies, trug jedoch nichts zu den immer noch mangelnden Verkäufen des aktuellen Albums bei. Gerne attestierte man dem Quintett in diesen Tagen, ein besonders charmanter Anachronismus zu sein: musikalisch unanfechtbar und höchst eigenständig, aber der Entwicklung im Musikgeschäft freiwillig um Jahre hinterher. Zum Zeitpunkt des Erscheinens von Shake Some Action war in Europa gerade der Punkrock im Kommen und machte es der Band schwer, Fuß zu fassen. Nach einer weiteren Umbesetzung (Michael Wilhelm ersetzte James Farrell) und einem letzten Versuch, ein Erfolgsalbum zu produzieren (Jumpin' in the Night, 1979), verschwand sie aus dem öffentlichen Blickfeld.

### Die 1980er Jahre
Auch in den Achtzigern gab es weiterhin Groovies-Veröffentlichungen, die immer noch den alten Vorlieben verhaftet waren und keinerlei Aufsehen mehr erregten. Der Kreativkern beschränkte sich nur noch auf die beiden Gründungsmitglieder Jordan und Alexander, die mit wechselnden Mitmusikern spielten. Während ihnen keine Aufmerksamkeit mehr beschieden war, griffen aktuelle Bands wie Family 5, Yo La Tengo, die Hoodoo Gurus oder auch R.E.M. den alten Stil der Groovies auf und unterzogen ihn der nötigen Modernisierung. Anfang der 90er schließlich löste sich die Band vorerst auf. 2013 formierte sich die Band neu, 2017 erschien ein weiteres Studioalbum.

## Diskografie
Alben
- Sneakers (1968)
- Supersnazz (1969)
- Flamingo (1970)
- Teenage Head (1971)
- Shake Some Action (1976)
- The Flamin’ Groovies Now! (1978)
- Jumpin’ in the Night (1979)
- One Night Stand (1987)
- Rock Juice (1992)
- Fantastic Plastic (2017)

## Mitglieder
- Roy Loney (* 13. April 1946, San Mateo, Kalifornien; † 13. Dezember 2019[1]) – Gesang, Gitarre, Mundharmonika
- Cyril Jordan (* 1948, San Francisco) – Gitarre, Gesang
- Tim Lynch (* 18. Juli 1946, San Francisco) – Gitarre
- George Alexander (* 18. Mai 1946, San Francisco) – Bass
- Ron Greco – Schlagzeug
- Danny Mihm – Schlagzeug
- James Farrell – Gitarre
- Chris Wilson (* 10. September 1952, Waltham, Massachusetts) – Gesang, Gitarre
- Dave Wright – Schlagzeug
- Michael Wilhelm – Gitarre, Gesang
- Paul Zahl – Schlagzeug
- Jack Johnson – Gitarre, Gesang